# San Rafael (Argentina)
San Rafael, en la Provincia de Mendoza, Argentina, es una ciudad, cabecera del departamento homónimo, ubicada en el sur de la provincia. San Rafael fue fundada oficialmente en 1805 como Fuerte San Rafael del Diamante.
En la segunda mitad del siglo XIX, la inmigración europea comenzó a tener un impacto notable en la región. Durante esa época, el gobierno argentino incentivaba la inmigración de europeos, principalmente italianos, españoles y franceses, entre otros, con el objetivo de poblar y desarrollar zonas rurales del país. En el caso de San Rafael, muchos inmigrantes europeos se asentaron en la región, atraídos por las oportunidades en la agricultura, especialmente en la vitivinicultura, y en la creación de canales de riego, claves para transformar la tierra en un próspero oasis agrícola.
El arribo de estos inmigrantes europeos contribuyó significativamente al desarrollo económico y cultural de San Rafael, pero la ciudad no fue fundada específicamente para ellos, sino que la inmigración fue parte del proceso de crecimiento de la región.

## Historia

### Antecedentes

#### La Conquista de Cuyo
Desde Chile, en 1551, comenzaría la fundación e instalación española en el valle de Guentota o de Cuyo (Mendoza), en el de Caria (San Juan) y luego el de San Luis. Los españoles encontrarían que todos estos valles, estaban poblados de dóciles agricultores que ocupaban los valles fértiles con riego. De esta forma aprovecharon las condiciones especiales de esos predios para fundar sus ciudades. La mano de obra indígena hacía sentir su falta en Chile central, sobre todo en Santiago y sus alrededores. La "conquista" en el otro lado de los Andes había diezmado a los nativos.
Esta dificultad constituyó una desgracia para sus pueblos, especialmente los huarpes, quienes por poseer un temperamento especial, habían sido primero fácilmente doblegados por los Incas y posteriormente por los hispanos. Estos pueblos, comenzarían a ser repartidos en encomiendas para ser enviados a Chile.

#### Período inicial (1551 - 1650)
En el año 1551, el primer contingente hispánico que visitó Cuyo fue al mando del capitán Francisco de Villagra, en su regreso desde Perú a Chile pasó por territorio actualmente argentino, llegando hasta el río Diamante en sus exploraciones.
Al sur de este río el territorio estaba habitado por los Puelches. Una importante prueba de las civilizaciones que ocuparon el suelo sanrafaelino antes de los españoles se encuentra en la Gruta del Indio y en las Pinturas Rupestres de Las Tinajas de aproximadamente mil años.
Villagra tomaría conocimiento de la región y por lo cual le posibilitó realizar un censo indígena. Esto permitiría planificar la conquista de Cuyo.
De esta manera, el 2 de marzo de 1561, para fortalecer su presencia en la región, las fuerzas españolas comandados por Pedro del Castillo fundarían Mendoza en el valle de Güentota, el principal asentamiento en Cuyo. Desde entonces, la presencia española se fue expandiendo hacia el sur.

#### Período medio (1650 - 1805)
Hacia el año 1650, se produciría un fenómeno de gran trascendencia e importancia étnica. Desde el centro-sur de la Capitanía General de Chile los mapuches boroanos comenzarían lentamente a cruzar hacia la vertiente oriental de la cordillera de los Andes.
Con los siglos venideros se formaría un proceso llamado araucanización que consistía en una transformación étnica de los pueblos nativos de esta región, los cuales pasarían a mezclarse racial y culturalmente.
Este fenómeno de expansión cultural indígena dio lugar a que en el nuevo Virreinato del Río de La Plata fundado a finales de 1776, se planteara situar estratégicamente una línea defensiva de fuertes y fortines. Consecuentemente en 1784 y al asumir el marqués Rafael de Sobremonte como primer gobernador de la nueva Intendencia de Córdoba del Tucumán, ordenaría la construcción de los mismos.
En este período medio, los grupos araucanizados de las pampas consolidarían su posición, manteniendo a las poblaciones de frontera en una permanente inestabilidad. Para detenerlos, se habían erigido el «Fuerte de San Carlos» en 1770 y al oeste la villa homónima el 3 de octubre de 1772, el «Fuerte San Juan Nepomuceno» el 16 de marzo de 1774 y a 40 km al sur de la anterior villa, el «Fuerte Aguanda» fundado el 11 de junio de 1789. A pesar de esto, el esfuerzo para contenerlos se frustraría bastante.
En el año 1804, el virrey Rafael de Sobremonte recibiría a los caciques pehuenches María Josefa Roco, Caripán y Juan Neculante, quienes habían contribuido a la pacificación de las tribus del sur de Mendoza.

### El Fuerte San Rafael del Diamante
Como consecuencia de las negociaciones con los caciques antes citados, terminaron por ofrecer el predio para un fuerte, situado en las juntas de los ríos Diamante y Atuel, y contribuir a la construcción de un paso cordillerano a la Capitanía General de Chile.
En enero de 1805, el virrey Sobremonte designaría al portugués Miguel Télez Menezes para instalar el fuerte, y le ordenó a fray Francisco Inalicán evangelizar a los pueblos originarios, sirviendo al mismo tiempo de intérprete, en virtud de su origen mapuche. El sitio adecuado para levantar el fuerte fue la margen norte del río Diamante. Este fortín constituiría una gran obra de colonización y una de las últimas fundaciones españolas en América.
El día 2 de abril de 1805, se procedió a la construcción del «Fuerte San Rafael del Diamante», en homenaje al virrey citado, en la actual Villa 25 de mayo que fuera la primera villa cabecera del departamento que lleva el nombre de San Rafael. Este fuerte cumpliría una trascendental labor defensiva y generaría el desarrollo de un poblado pionero, el que atrajo contingentes de europeos con una economía de pastoreo, sumado a la agricultura de viñedos y frutales.
El arqueólogo sanrafaelino Humberto A. Lagiglia encaró un temprano rescate arqueológico, con la colaboración de pobladores y la comunidad educativa, de elementos de las ruinas del Fuerte. También logró que la colección del historiador Sosa Morales retornara de Córdoba e integrara las colecciones del Museo Municipal de Historia Natural de San Rafael. Estas colecciones, actualmente, han sido incorporadas al museo del lugar de origen, la Villa 25 de mayo.
Las ruinas del Fuerte han sido declaradas Monumento Histórico Nacional.

### Etapa institucional (desde 1810 en adelante)

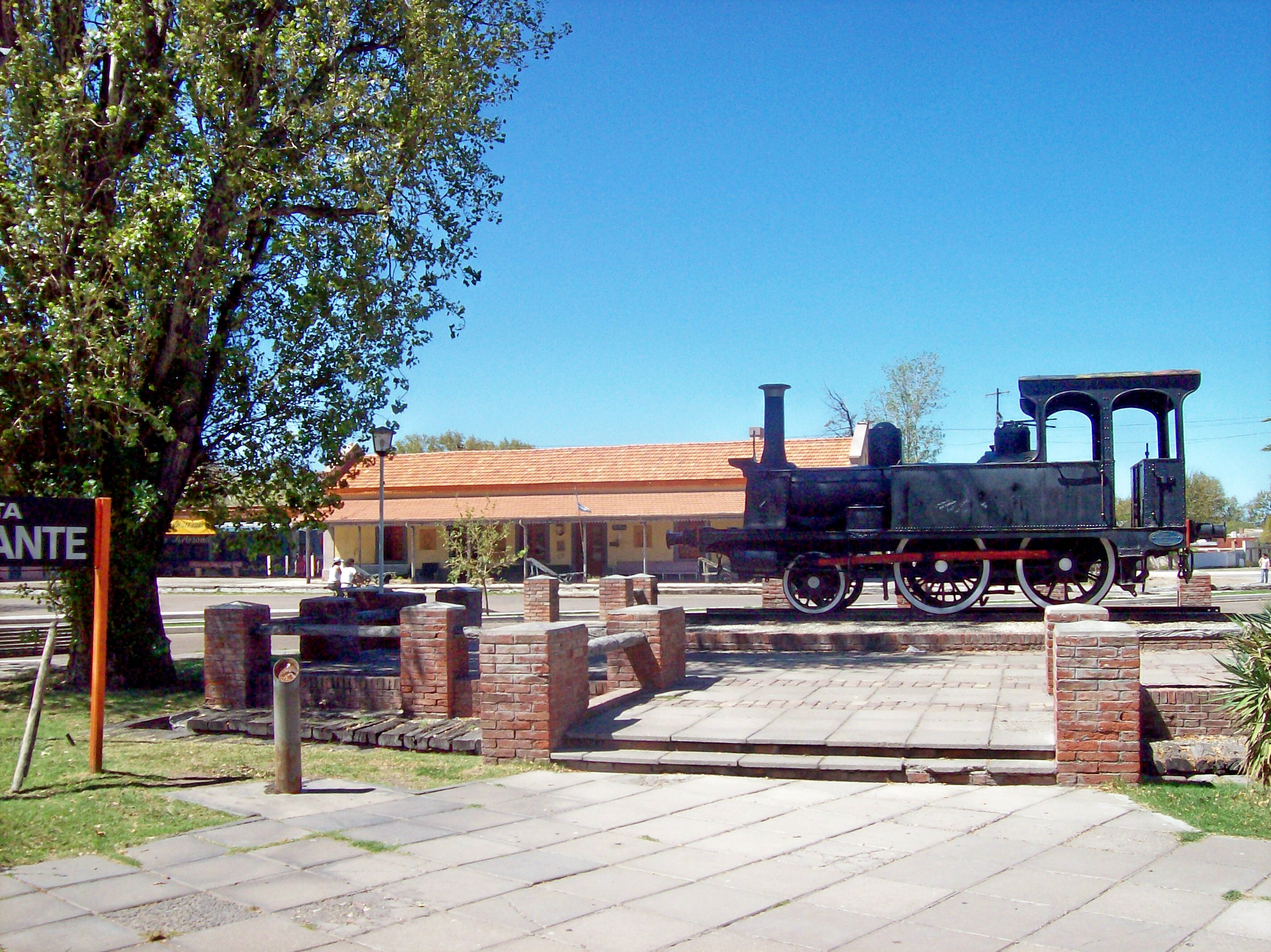
Plaza de los Inmigrantes. Al fondo, la estación de tren abandonada, utilizada como museo.

Después de 1852, con la organización institucional, el país comenzaba a abrir sus fronteras al mundo, iniciándose así un fuerte flujo inmigratorio. De esta forma, hacia el año 1870, arribaba al departamento el ingeniero francés Julio Gerónimo Balloffet, a quien el pueblo de San Rafael debe gran parte de su desarrollo económico y urbanístico, singular por su estilo arquitectónico distintivo.
Balloffet se había instalado en el año 1871 en tierras de propiedad de su mujer Aurora Suárez, construyendo una estancia fortificada llamada en su honor como «Fortín Aurora», en donde levantaría el primer observatorio astronómico del sur del país.
Este inmigrante francés fue promotor de la llegada de su compatriota Rodolfo Iselin quien fuera fundador de una colonia francesa, con el apoyo de Balloffet y su mujer. A través de la apertura de canales de riego y nivelación de campos se promovió la actividad ganadera y la agrícola. El desarrollo de esta última actividad, hizo que este visionario francés trajera técnicos especializados que organizaron un campo de experimentación agrícola y de aclimatación de árboles y frutales.
En poco tiempo, la colonia vio incrementada su afluencia de nuevos vecinos, lo que motivó el trazado de nuevas calles, loteos y la ejecución edilicia como la de la Policía, el Registro Civil, la escuela 25 de Mayo, la plaza, la catedral y el hospital.

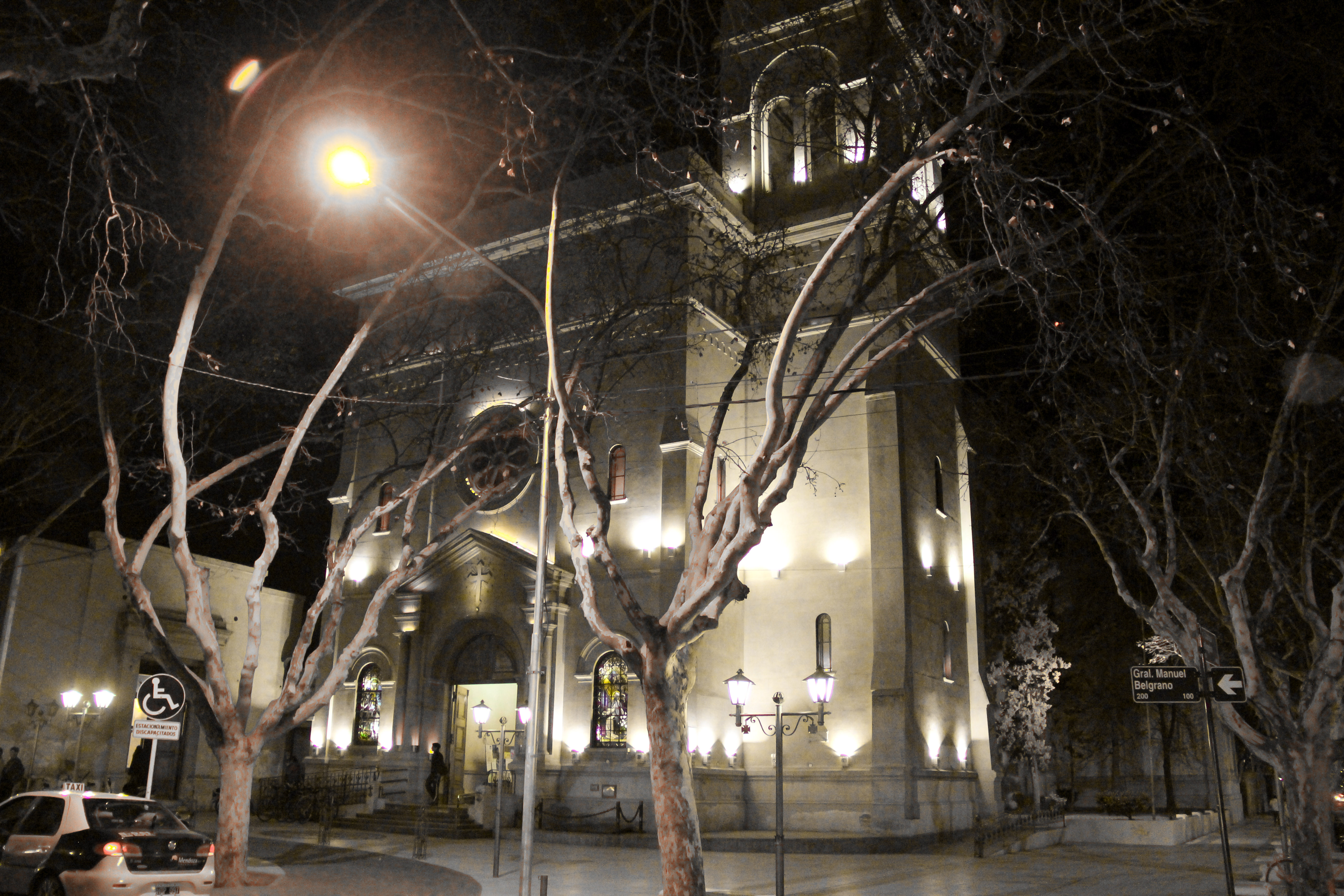
Catedral de San Rafael.

La inmigración italiana y a la par, la española, complementaron en forma sustancial a la primera población, constituyendo también otras colonias agrícolas pero una de cada nacionalidad y ambas cercanas al «Fuerte de San Rafael del Diamante» ya convertido en pueblo y centro administrativo (actual Villa 25 de Mayo). Este flujo inmigratorio contribuyó a que la Legislatura provincial, dispusiera, a través de la ley 262 del 2 de octubre de 1903, el traslado de la villa cabecera a la colonia gala que quedaba a 15 km al este-sudeste, denominándola «Nueva Villa de San Rafael».
Poco tiempo después y en el mismo año citado, el 8 de noviembre llegaría el FF.CC. a la villa de San Rafael y con su arribo, la agroindustria comenzaría a progresar. Los productos de la tierra ganaron los mercados de las ciudades del país. En 1930, se ejecutan importantes obras edilicias y viales que cambiaron la fisonomía de la ciudad.
La Colonia Francesa o de Balloffet, luego Villa de San Rafael, fue declarada Ciudad por la Ley 794 el 7 de octubre de 1922. La catedral de San Rafael comenzaría a levantarse en el año 1935, culminando las obras recién en 1952.

## Geografía

### Demografía del departamento San Rafael y su cabecera

Área urbana de San Rafael y Cuadro Nacional.

#### Censos departamentales
- Censo 1980: 77 959 habitantes.
- Censo 1991: 122 650 habitantes.
- Censo 2001: 173 000 habitantes.[7]
- Censo 2010: 208 850 habitantes.[8]
- Censo 2022: 215.020 habitantes.[9]

#### Población Urbana
el 63% de la poblacion del departamento es urbana, de dicho porcentaje, la mitad reside en la cabecera, y  en las demás localidades del departamento, habiendo un 37 % de población rural. 

### El cañón del Atuel

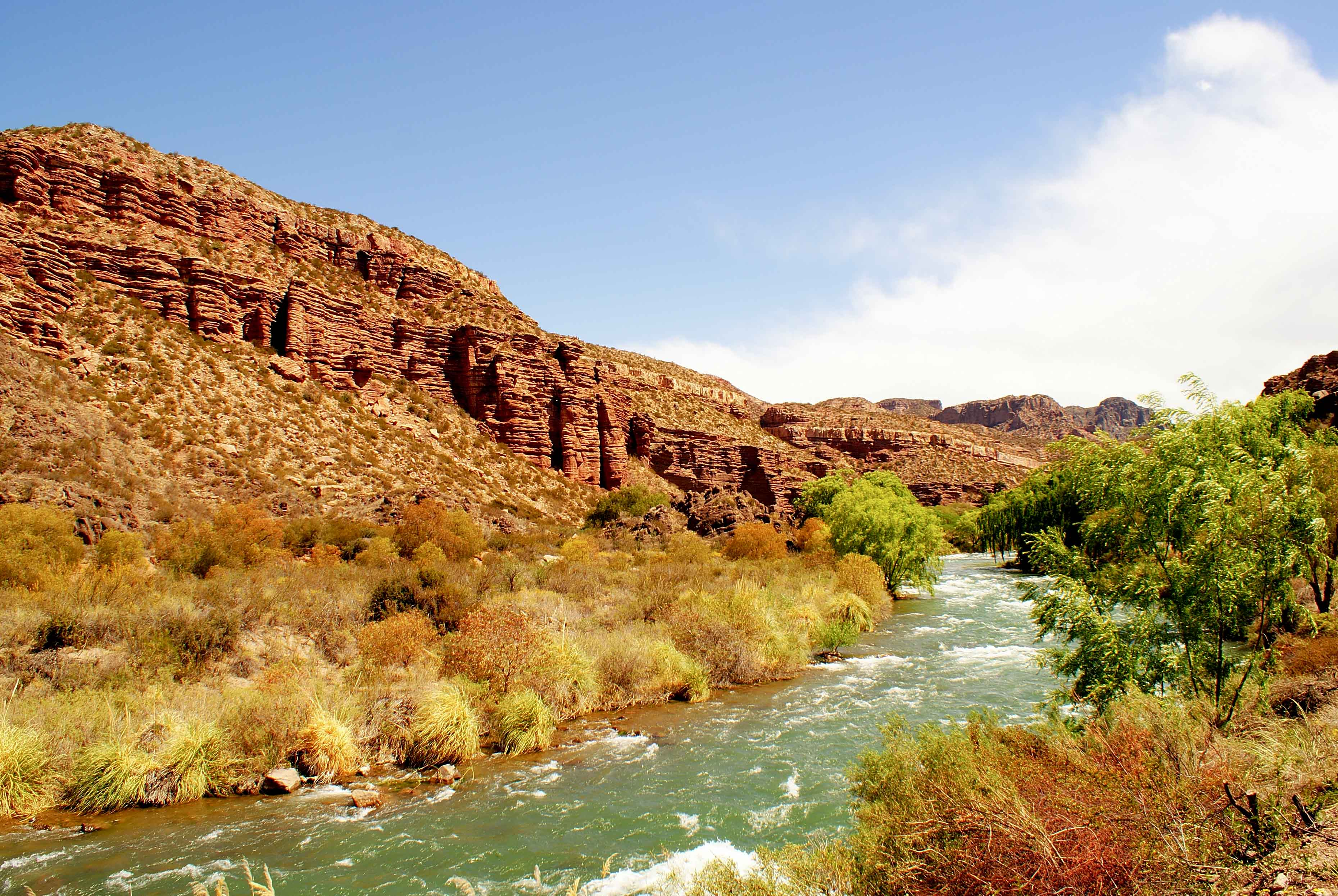
Río Atuel en Valle Grande.

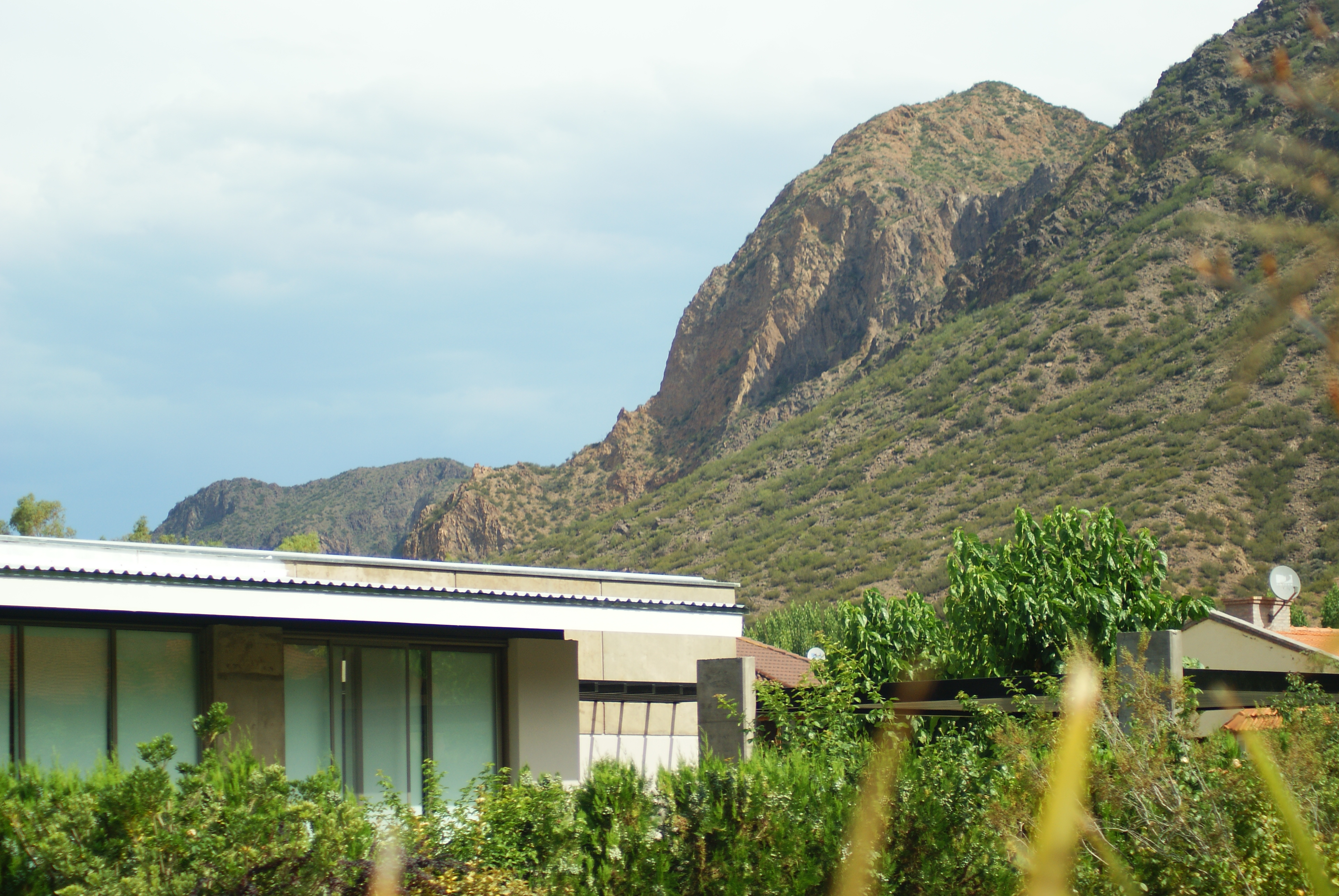
Valle Grande. Vista de las montañas de este hermoso lugar turístico que se encuentra ubicado en las afueras de la ciudad de San Rafael.

Uno de los atractivos turísticos con que cuenta naturalmente, ya que es un accidente geográfico único en Sudamérica, es el cañón del Atuel. Al mismo se accede por un extremo desde el dique Valle Grande. El río Atuel es un potencial hidroeléctrico que cuenta con dos diques: Aisol y Tierras Blancas. Desde la Ciudad de San Rafael, se accede a este circuito turístico, avanzando por la Avenida Ingeniero Ballofett con dirección Sur, pasando sobre ambos brazos del Río Diamante (el cual también opera como frontera de la Ciudad) transitando un kilómetro por ruta n.° 143 con dirección Este y retomando hacia el sur por Calle distrital Cubillos para transitar finalmente unos 20 kilómetros hasta encontrar el Río Atuel, y luego de "bordearlo" cinco kilómetros, el camino a Valle Grande se adentra por dentro mismo del "Cañón del Atuel"
El complejo hidroeléctrico «Los Nihuiles» con sus 4 centrales generan una potencia de 220 MW. El embalse El Nihuil (uno de los más grandes de Cuyo) con su central "Nihuil 1" se encuentra junto a la villa turística que lleva su mismo nombre, y es otro de los destinos elegidos por turistas y sanrafaelinos, tanto por su belleza natural y sus playas de arena clara, como por su intensa actividad deportiva (pesca, náutica, etc.). Dista a 69 kilómetros de San rafael por ruta n.° 144 y a 83 km por dentro del camino del cañón del atuel. Para dirigirse a dicha Villa Turística, se debe tomar hacia el Sur, por la misma Avenida Ballofett, y luego de cruzado los brazos del río Diamante, enfilar hacia el NorOeste por ruta n.° 144, transitar 50 kilómetros atravesando la "Cuesta Los Terneros" y finalmente, doblar por el "Desvío" hacia el Este para ingresar al Embalse "El Nihuil".

### Accesos

#### Acceso desde la ciudad de Buenos Aires
Desde Buenos Aires se accede tomando el Acceso Oeste, la Ruta Nacional n.° 7, hasta la ciudad de Junín (km 267). En dicha ciudad se encuentra el cruce con la Ruta Nacional 188 en condiciones excelentes de conservación y mantenimiento a lo largo de todo el tramo, la cual atraviesa las ciudades de Lincoln (km 218) y General Villegas (km 361). Una vez en el interior del norte de la provincia de La Pampa, en el km 417 se pasa por Bernardo Larroudé, en el km 425 por Sarah, en el km 446 Hilario Lagos, en el 477 por Realicó, en el km 495 por Damián Maisonnave, en el km 508 por Quetrequén, y Rancul en el km 519.
Luego se atraviesa el límite provincial y se ingresa en el sur de la provincia de San Luis, pasando por los pueblos de Nueva Galia (km 570), Fortuna (km 583) y Unión (km 633). Luego se entra en la provincia de Mendoza en el departamento de General Alvear, allí se encuentra la localidad de Canalejas, más adelante Bowen (km 787), Colonia Alvear Oste (km 801) y General Alvear (km 803), esta última capital del departamento que lleva su nombre.
En esta ciudad finaliza la Ruta Nacional 188 y se encuentra el empalme con la Ruta Nacional 143 por la cual se accede a la ciudad de San Rafael.
Desde Mendoza se accede por la Ruta Nacional 40 en dirección al sur de la Provincia.

#### Acceso a San Rafael desde Mendoza
Desde la Ciudad de Mendoza, el camino más propicio es por ruta 40 en dirección sur, pasando por las ciudades de Luján de Cuyo, Tunuyán, San Carlos y Pareditas hasta llegar a San Rafael. El recorrido en ómnibus a la ciudad de Mendoza capital tiene una duración aproximada de 3 a 3,5 horas dependiendo de las condiciones del tráfico, clima y otras anexas.

### Climatología
| Parámetros climáticos promedio de San Rafael Aero (1991-2020, extremas 1970–2014) | Parámetros climáticos promedio de San Rafael Aero (1991-2020, extremas 1970–2014) | Parámetros climáticos promedio de San Rafael Aero (1991-2020, extremas 1970–2014) | Parámetros climáticos promedio de San Rafael Aero (1991-2020, extremas 1970–2014) | Parámetros climáticos promedio de San Rafael Aero (1991-2020, extremas 1970–2014) | Parámetros climáticos promedio de San Rafael Aero (1991-2020, extremas 1970–2014) | Parámetros climáticos promedio de San Rafael Aero (1991-2020, extremas 1970–2014) | Parámetros climáticos promedio de San Rafael Aero (1991-2020, extremas 1970–2014) | Parámetros climáticos promedio de San Rafael Aero (1991-2020, extremas 1970–2014) | Parámetros climáticos promedio de San Rafael Aero (1991-2020, extremas 1970–2014) | Parámetros climáticos promedio de San Rafael Aero (1991-2020, extremas 1970–2014) | Parámetros climáticos promedio de San Rafael Aero (1991-2020, extremas 1970–2014) | Parámetros climáticos promedio de San Rafael Aero (1991-2020, extremas 1970–2014) | Parámetros climáticos promedio de San Rafael Aero (1991-2020, extremas 1970–2014) |
| Mes                                                                               | Ene.                                                                              | Feb.                                                                              | Mar.                                                                              | Abr.                                                                              | May.                                                                              | Jun.                                                                              | Jul.                                                                              | Ago.                                                                              | Sep.                                                                              | Oct.                                                                              | Nov.                                                                              | Dic.                                                                              | Anual                                                                             |
| --------------------------------------------------------------------------------- | --------------------------------------------------------------------------------- | --------------------------------------------------------------------------------- | --------------------------------------------------------------------------------- | --------------------------------------------------------------------------------- | --------------------------------------------------------------------------------- | --------------------------------------------------------------------------------- | --------------------------------------------------------------------------------- | --------------------------------------------------------------------------------- | --------------------------------------------------------------------------------- | --------------------------------------------------------------------------------- | --------------------------------------------------------------------------------- | --------------------------------------------------------------------------------- | --------------------------------------------------------------------------------- |
| Temp. máx. abs. (°C)                                                              | 43.3                                                                              | 40.2                                                                              | 38.0                                                                              | 34.4                                                                              | 33.7                                                                              | 30.6                                                                              | 28.0                                                                              | 32.5                                                                              | 35.0                                                                              | 36.2                                                                              | 39.8                                                                              | 41.5                                                                              | 43.3                                                                              |
| Temp. máx. media (°C)                                                             | 31.8                                                                              | 30.2                                                                              | 27.4                                                                              | 22.6                                                                              | 18.5                                                                              | 16.1                                                                              | 15.4                                                                              | 18.0                                                                              | 20.5                                                                              | 23.9                                                                              | 27.6                                                                              | 30.7                                                                              | 23.5                                                                              |
| Temp. media (°C)                                                                  | 23.8                                                                              | 22.0                                                                              | 19.4                                                                              | 14.6                                                                              | 10.7                                                                              | 7.7                                                                               | 6.8                                                                               | 9.1                                                                               | 12.2                                                                              | 16.0                                                                              | 19.7                                                                              | 22.6                                                                              | 15.4                                                                              |
| Temp. mín. media (°C)                                                             | 15.8                                                                              | 14.7                                                                              | 12.9                                                                              | 8.6                                                                               | 5.2                                                                               | 1.9                                                                               | 0.8                                                                               | 2.3                                                                               | 4.9                                                                               | 8.2                                                                               | 11.4                                                                              | 14.2                                                                              | 8.4                                                                               |
| Temp. mín. abs. (°C)                                                              | 4.7                                                                               | 3.8                                                                               | 0.7                                                                               | -4.3                                                                              | -7.8                                                                              | -7.5                                                                              | -9.7                                                                              | -8.7                                                                              | -3.9                                                                              | -2.4                                                                              | -0.3                                                                              | 1.5                                                                               | -9.7                                                                              |
| Precipitación total (mm)                                                          | 54.2                                                                              | 50.6                                                                              | 40.2                                                                              | 26.6                                                                              | 21.3                                                                              | 7.2                                                                               | 11.1                                                                              | 14.5                                                                              | 21.5                                                                              | 38.3                                                                              | 36.2                                                                              | 41.2                                                                              | 362.9                                                                             |
| Días de precipitaciones (≥ 0.1 mm)                                                | 6.9                                                                               | 6.4                                                                               | 5.1                                                                               | 4.2                                                                               | 4.3                                                                               | 2.2                                                                               | 2.5                                                                               | 3.1                                                                               | 4.0                                                                               | 5.1                                                                               | 5.8                                                                               | 6.0                                                                               | 55.4                                                                              |
| Horas de sol                                                                      | 275.9                                                                             | 243.0                                                                             | 226.3                                                                             | 198.0                                                                             | 170.5                                                                             | 159.0                                                                             | 186.0                                                                             | 204.6                                                                             | 198.0                                                                             | 241.8                                                                             | 261.0                                                                             | 263.5                                                                             | 2629.8                                                                            |
| Humedad relativa (%)                                                              | 50.0                                                                              | 56.1                                                                              | 61.3                                                                              | 65.7                                                                              | 68.6                                                                              | 63.2                                                                              | 60.4                                                                              | 53.8                                                                              | 52.6                                                                              | 51.3                                                                              | 48.2                                                                              | 46.6                                                                              | 56.5                                                                              |
| Fuente n.º 1: NOAA, Oficina de Riesgo Agropecuario (valores extremas)             |                                                                                   |                                                                                   |                                                                                   |                                                                                   |                                                                                   |                                                                                   |                                                                                   |                                                                                   |                                                                                   |                                                                                   |                                                                                   |                                                                                   |                                                                                   |
| Fuente n.º 2: Servicio Meteorológico Nacional                                     |                                                                                   |                                                                                   |                                                                                   |                                                                                   |                                                                                   |                                                                                   |                                                                                   |                                                                                   |                                                                                   |                                                                                   |                                                                                   |                                                                                   |                                                                                   |

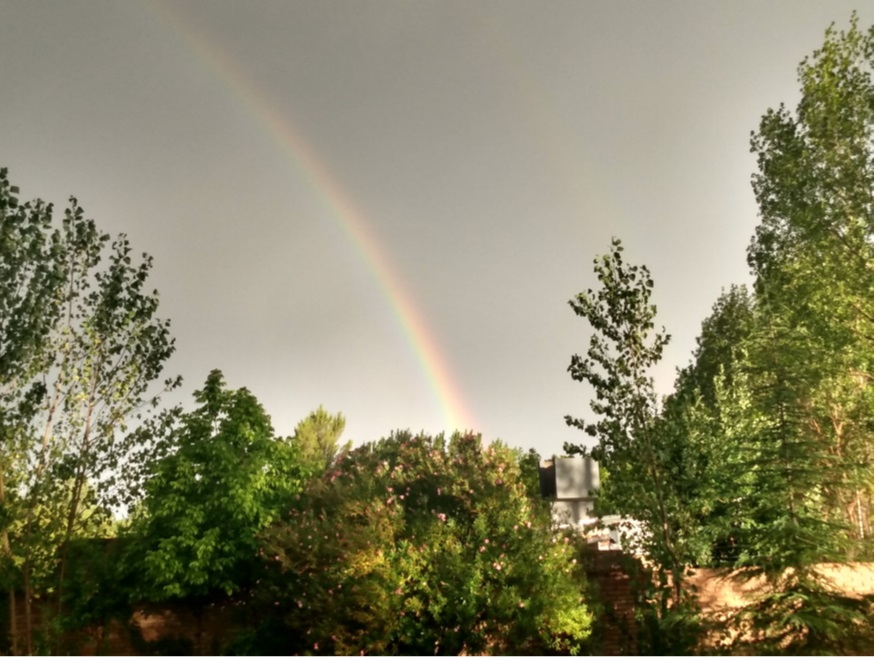
San Rafael, Mza. Diciembre 2022

- Clima, templado seco, de zona árida
- Temperatura media anual: 15,4 °C
- Precipitación anual: 363 mm

### Sismicidad

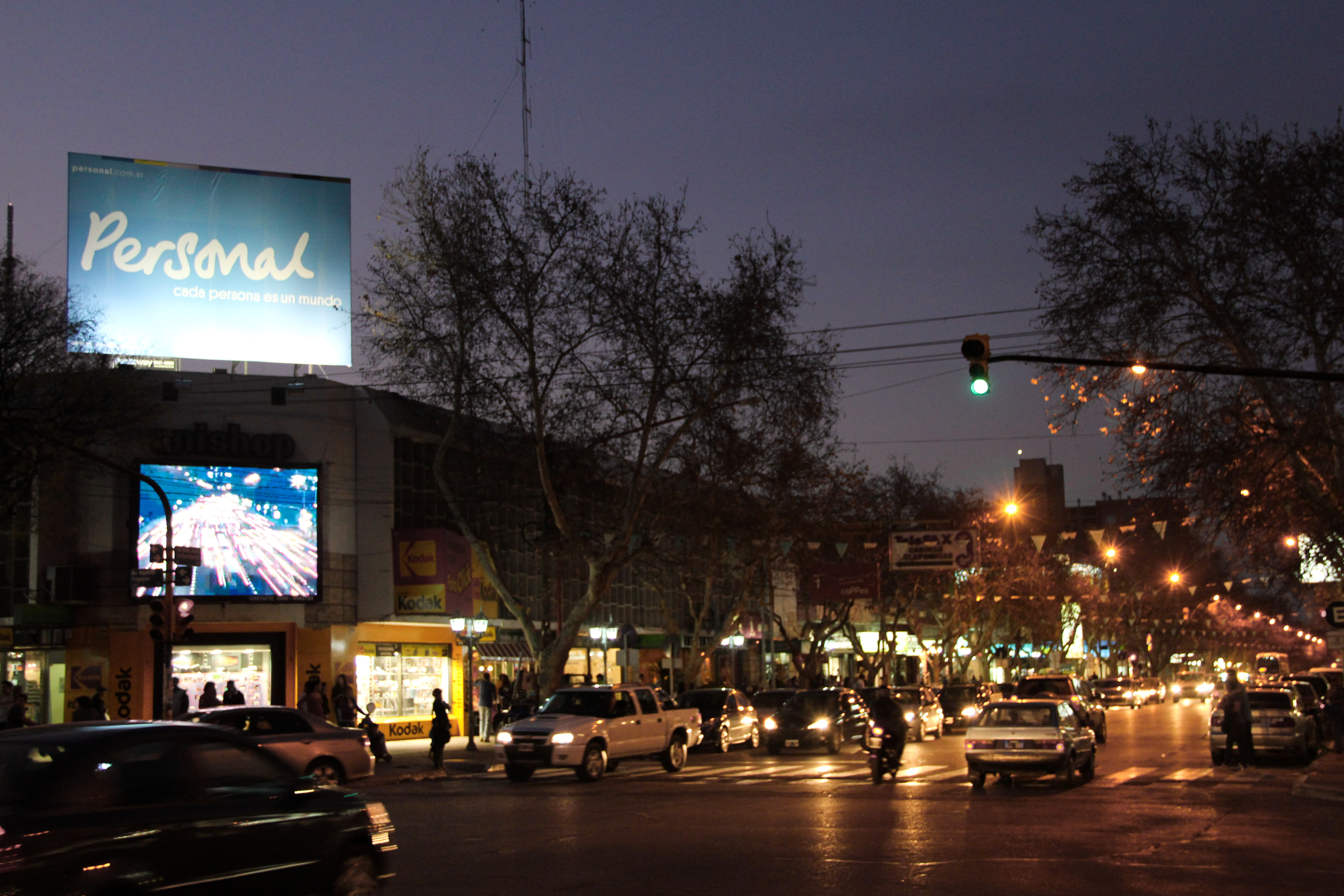
Antiguo Centro de San Rafael.

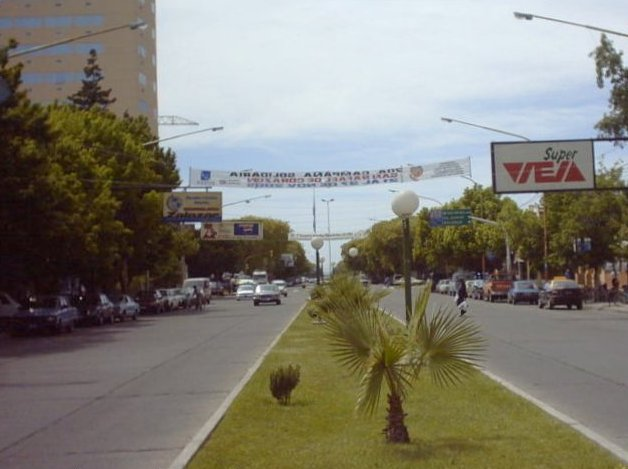
Vista de calle Hipólito Yrigoyen al 900.

La sismicidad del área de Cuyo (centro oeste de Argentina) es frecuente y de intensidad media-baja con un período de retorno cada 20 años aproximadamente.
Sismo de 1861Aunque dicha actividad geológica de niveles catastróficos, ocurre desde épocas prehistóricas, el terremoto del 20 de marzo de 1861 (164 años) señaló un hito importante dentro de la historia de eventos sísmicos argentinos ya que fue el más fuerte registrado y documentado en el país. A partir de este, la política de los sucesivos gobiernos mendocinos y municipales han ido extremando cuidados y restringiendo los códigos de construcción. Y con la ocurrencia del terremoto de San Juan de 1944 del 15 de enero de 1944 (81 años) el gobierno sanjuanino tomó estado de la enorme gravedad sísmica de la región.
Sismo del sur de Mendoza de 1929No existieron medidas preventivas ni protocolos de emergencias para tal suceso, perecieron más de 30 habitantes
Sismo de 1985Se suscitó un nuevo episodio orogénico, con una duración de tan solo 9 segundos, produjo el colapso del viejo Hospital del Carmen en el departamento de Godoy Cruz.

## Medios de comunicación

### Radios AM/FM
- Dial RadioTV (FM 101.1 MHz)
- Radio Rivadavia (FM 89.7 MHz)
- La Coope (FM 93.5 MHz)
- La Makina (FM 89.1 MHz)
- Mitre San Rafael (AM 1300 MHz)
- Radio 10 San Rafael (FM 90.1 MHz)
- Brava (FM 92.1 MHz)
- Cadena 3 San Rafael (FM 92.5 MHz)
- Estación Latinos (FM 92.9 MHz)
- CNN Radio San Rafael (FM 94.9 MHz)
- 95Siete (FM 95.7 MHz)
- Estación Récord (FM 96.3 MHz)
- Aspen FM (FM 95.3 MHz)
- Cadena Americana (FM 98.3 MHz)
- Red Aleluya San Rafael (FM 99.5 MHz)
- Estación Prodan (FM 100.7 MHz)
- Rock & Pop San Rafael (FM 101.3 MHz)
- Radio Municipal San Rafael (FM 101.5 MHz)
- La 100 San Rafael (FM 104.1 MHz)
- Play San Rafael (FM 105.7 MHz)
- La Red San Rafael (FM 93.3 MHz)
- Andina (AM 580 kHz)
- Lv-4 Radio Nacional San Rafael (FM 97.3 / AM 620 kHz)
- Lv18 San Rafael (FM 101.5 / AM 830 kHz)

### Canales de televisión
- TVA Canal 4
- Dialradio.TV (Fm Streaming)
- Canal Seis Telesur
- Canal 10 TV Libres

### Diarios
- Diario San Rafael
- Diario Uno San Rafael
- El Ciudadano Sur
- Mediamendoza
- Mendoza Sur
- La Ventana
- Día del Sur
- Tercer Párrafo
- De Buena Fé
- Hoy San Rafael
- InfoYa
- El Sanrafaelino
- San Rafael Noticias
- Información Ciudadana

## Cultura

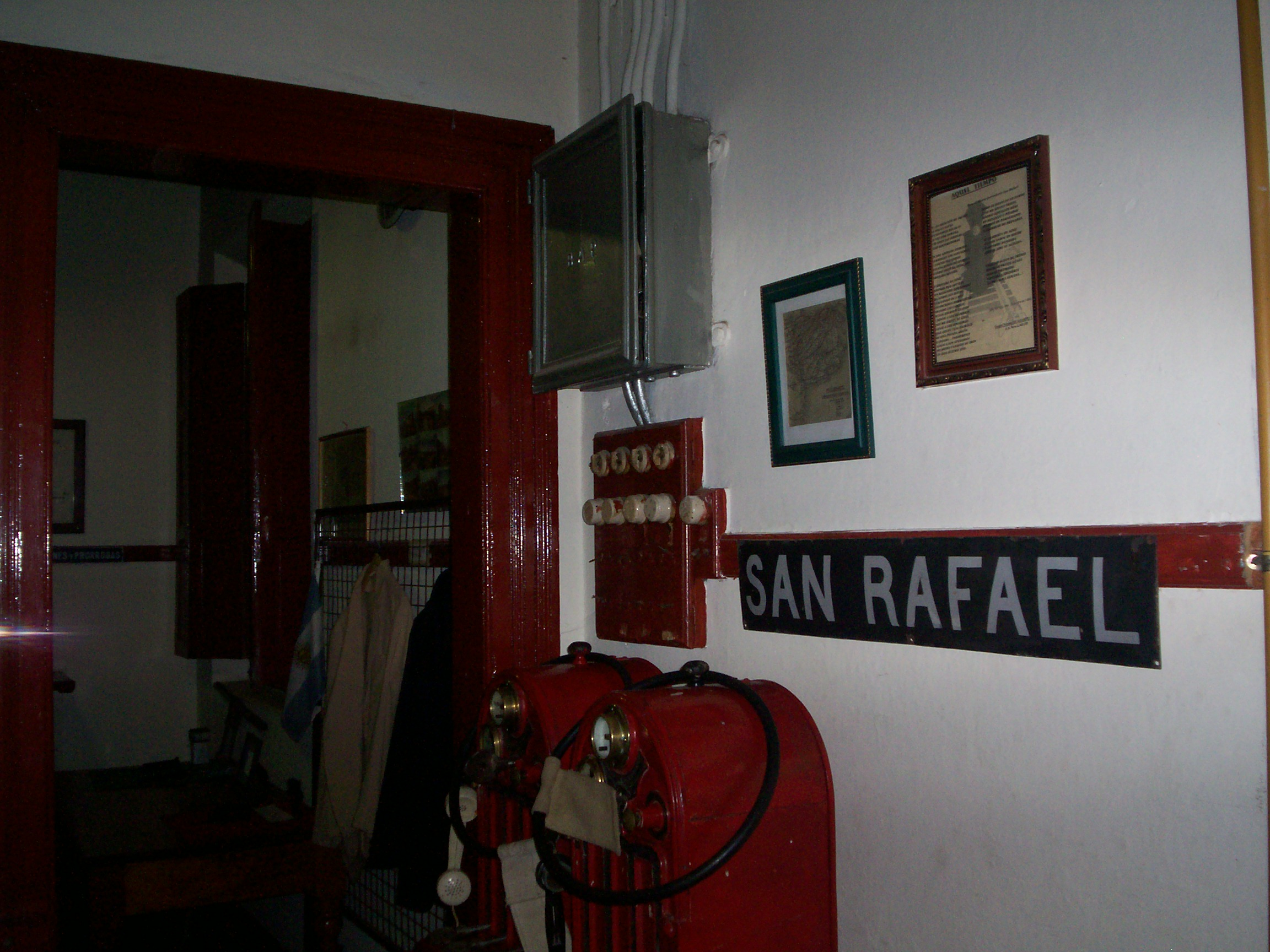
Interior del Museo Ferroviario, ubicado dentro de la antigua estación San Rafael del Ferrocarril San Martín.

### Museos
- Museo Histórico Militar.
- Museo de Historia Natural de San Rafael.
- Museo Narciso Sosa Morales.
- Museo Ferroviario.
- Museo de Bellas Artes “Centro Cultural Argentino”, fundado en 1919.

### Gastronomía
Chivitos y costillares a las brasas, aunque lo más importante de la gastronomía en la región de Mendoza son sus vinos. En los últimos tiempos, para enriquecer las visitas turísticas a sus renombradas bodegas, se instaló en varias de ellas no solo la venta de sus varietales y de variadas conservas y dulces, sino que también se pueden disfrutar de exquisitos platos gourmet. En el área de frutales, además de la vid, son de gran calidad las ciruelas, duraznos y  nueces. Los olivos que se ven en grandes extensiones —aun en veredas de la ciudad— dan origen al excelente aceite de oliva mendocino.

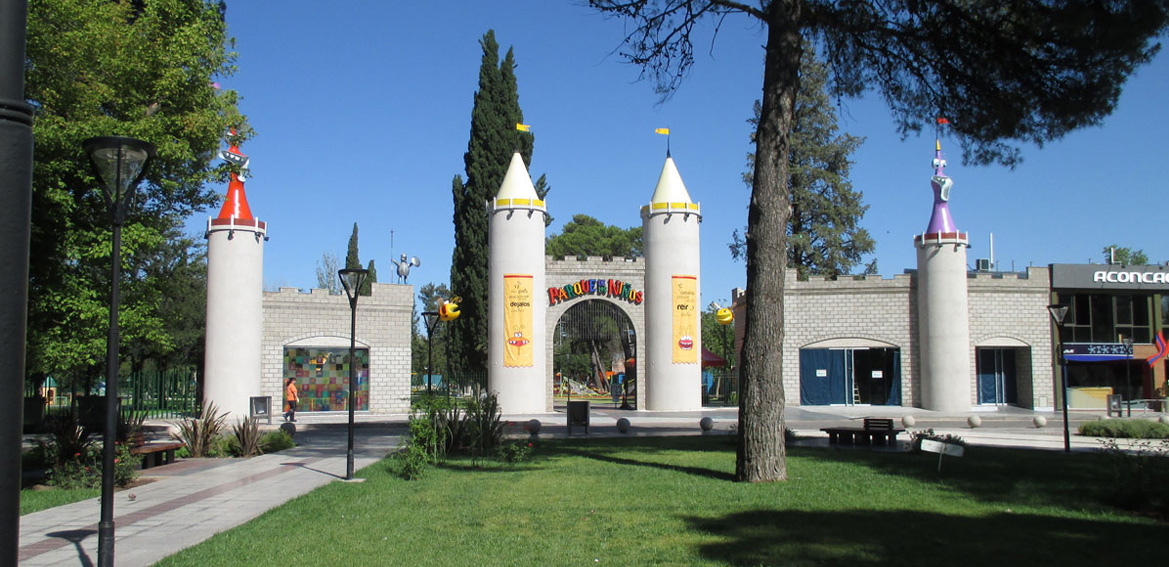
Plaza Francia (San Rafael).

## Deportes
El equipo más representativo de la ciudad es el Club Huracán, destacándose en fútbol, actualmente compitiendo en el Torneo Regional Federal Amateur, cuarta categoría del fútbol argentino.
-Escalada deportiva-
Cuenta con sectores de escalada deportiva situados en el cañón del Atuel, denominados: el Santuario y la Frazada

## Sitios de interés
- Plaza General San Martín, construida en 1925 siguiendo el modelo español.
- Plaza Francia (Actualmente una de las más concurridas de la ciudad).
- Parque Hipólito Yrigoyen, dentro se localiza el monumento al gaucho argentino.
- Parque de los Niños.
- Villa 25 de Mayo.
- Plaza Comunidad Valenciana (Barrio Unimev)
- Museo Usina Eléctrica (Paseo Rawson)
- Plaza Espinola
- Parque Mariano Moreno, Zoológico, camping (Barrio la isla)
- Diques y centros de entretenimiento.

## Bibliotecas Populares
- Biblioteca Popular Francisco Peñasco (punto wifi) > Av. Mitre 1233
- Biblioteca Rodolfo Iselin
- Biblioteca Mariano Moreno
- Biblioteca Derly Calderón

## Religión
Parroquias de la Iglesia Católica 
| Diócesis                   | San Rafael |
| -------------------------- | --- |
| Parroquias                 | Catedral San Rafael Arcángel, Nuestra Señora de Lourdes, San Antonio de Padua, San José, San Pedro Apóstol, Nuestra Señora de Luján, María Auxiliadora, Nuestra Señora del Valle, San Maximiliano Kolbe, San Miguel Arcángel, San Francisco Solano, Jesús de la Divina Misericordia, Nuestra Señora de los Dolores |
| Cuasiparroquias (vicarías) | San Pablo (Barrio El Molino), San Cayetano (El Cerrito), Nuestra Señora del Rosario de Pompeya (isla del río Diamante) |

Además, hay presencia de numerosas congregaciones protestantes en sus múltiples vertientes.

### Parque Científico-Tecnológico
Dependiente de la Facultad de Ciencias Aplicadas a la Industria (FCAI) de la Universidad Nacional de Cuyo (UNCuyo), este centro ha sido concebido para promover la relación Universidad-Empresa, incentivar y propiciar la innovación y facilitar la transferencia  de  conocimiento y tecnología desde la Universidad al sector productivo.
El Instituto Nacional de Tecnología Industrial (INTI) ha firmado un acuerdo dentro de su plan de federalización de la industria para la creación y puesta en funcionamiento del Laboratorio de Combustibles Líquidos en el Parque Científico-Tecnológico de San Rafael. Este "será el laboratorio estatal más importante del centro y norte del país, destinado al análisis de combustibles (naftas y gas oil)" .

## Presencia de las Fuerzas Armadas
| Unidades de la Guar Ej San Rafael               | Abreviatura           |
| ----------------------------------------------- | --------------------- |
| Sección de Inteligencia de Montaña «San Rafael» | Sec Icia M San Rafael |
| Establecimiento Cuadro Nacional                 | n/d                   |